# Victor Borisov-Musatov
Victor Elpidiforovitch Borissov-Mussatov (em russo:  Виктор Эльпидифорович Борисов-Мусатов, Saratov, 14 de abril e.a. 2 de abril de 1870 – Tarusa, 8 de novembro e.a. 26 de outubro de 1905) foi um pintor russo cujo estilo misturava o academismo realista e um certo simbolismo pós-impressionista.
Em conjunto com Mikhail Vrubel é muitas vezes referido como o criador do estilo próprio do simbolismo russo.

## Biografia
Filho de Elpidiphore Borissovitch Mussatov e da sua mulher Eudoxie Gavrilovna Mussatova, pequenos-burgueses, filhos de servos. Elpidiphore era empregado dos caminhos de ferro e tinha nascido servo. Victor teve um acidente (uma queda) aos três anos, que o deixou com cifose toda a vida. Entrou em 1884 na escola secundária de Saratov, onde o seu talento de desenhador foi notado pelos professores Fiodor Vassiliev e Konovalov. Estudou de seguida na sociedade de belas-artes de Saratov, depois na Escola de Pintura, Escultura e Arquitetura de Moscovo e ainda na Academia Imperial de Belas-Artes de São Petersburgo, onde teve Pavel Chistyakov, como professor. Regressou no ano seguinte (1893) a Moscovo, pois a sua saúde não aguentava o clima húmido da capital imperial.
De seguida Borissov-Mussatov estudou em Paris a partir de 1895 no famoso atelier de Fernand Cormon, onde teve como colegas muitos pintores marcantes da época. Foi influenciado pelo estilo de Puvis de Chavannes e apreciava a obra de Berthe Morisot. Em Paris residiu três anos.
Tornou-se próximo (e membro) do movimento Mir Iskusstva (Mundo da Arte) no regresso à Rússia em finais de 1898. Caído na chamada nostalgia de fim de século, criticou o espírito materialista da sua época. Voltou a Saratov em 1898, fazendo tardes na companhia dos príncipes Galitzine em Zoubrilovka, e a partir de 1903 instala-se em Podolsk e por fim em Tarusa. Descreve um universo onírico e nostálgico da aristocracia russa nos seus domínios e deixa mais tarde a pintura a óleo para usar uma técnica que combina o pastel, a aguarela e a técnica a têmpera, o que lhe confere um certa ar de subtileza.
Expõe em várias cidades da Alemanha em 1904 e, em 1905, no Salão dos Artistas Franceses, do qual é membro.
Morre de crise cardíaca em Tarusa e é enterrado nos arredores, numa colina sobre o rio Oka. O seu túmulo foi decorado em 1910 com uma escultura, O Rapaz Adormecido, do seu antigo colega de Saratov, Alexandr Matveiev.

## Imagens

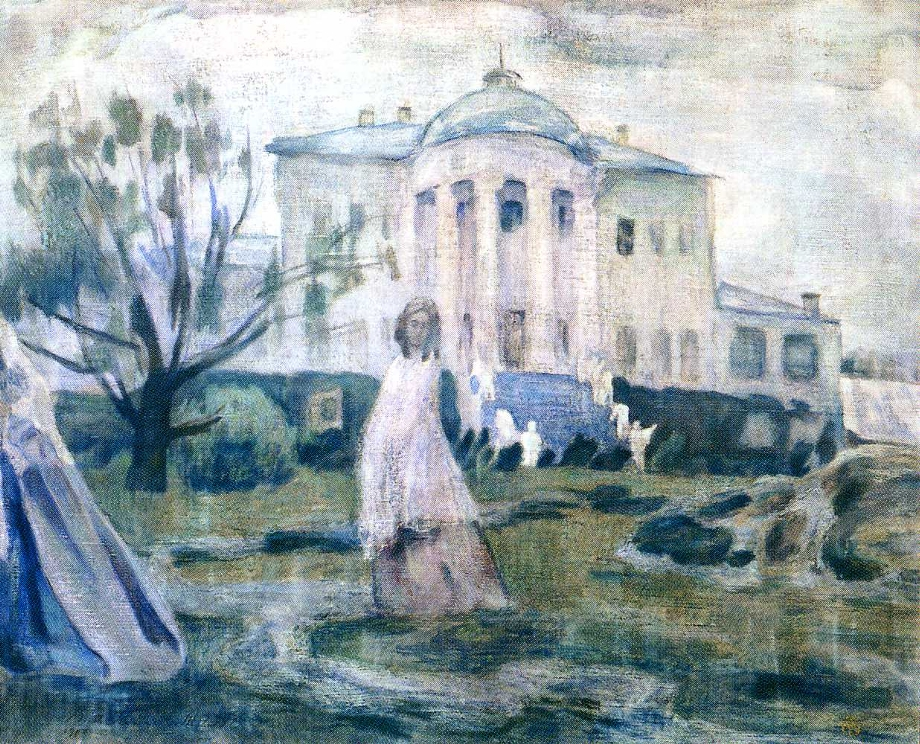
Les Fantômes, domínio dos Galitzine em Zoubrilovka (1903), galeria Tretiakov
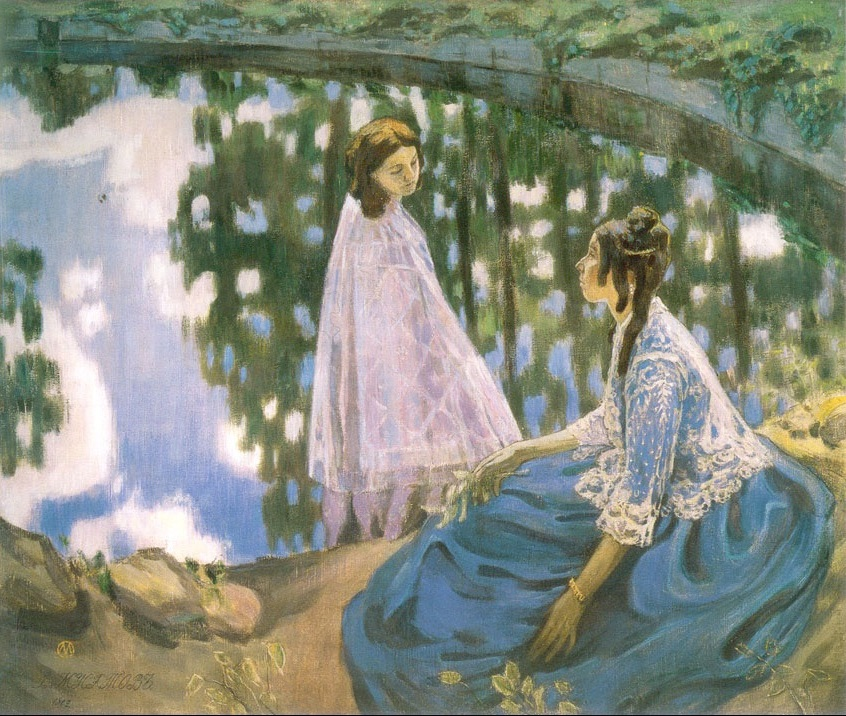
Le Bassin (1902), galeria Tretiakov, onde o artista pintou a sua irmã Elena e a sua noiva Elena Alexandrova
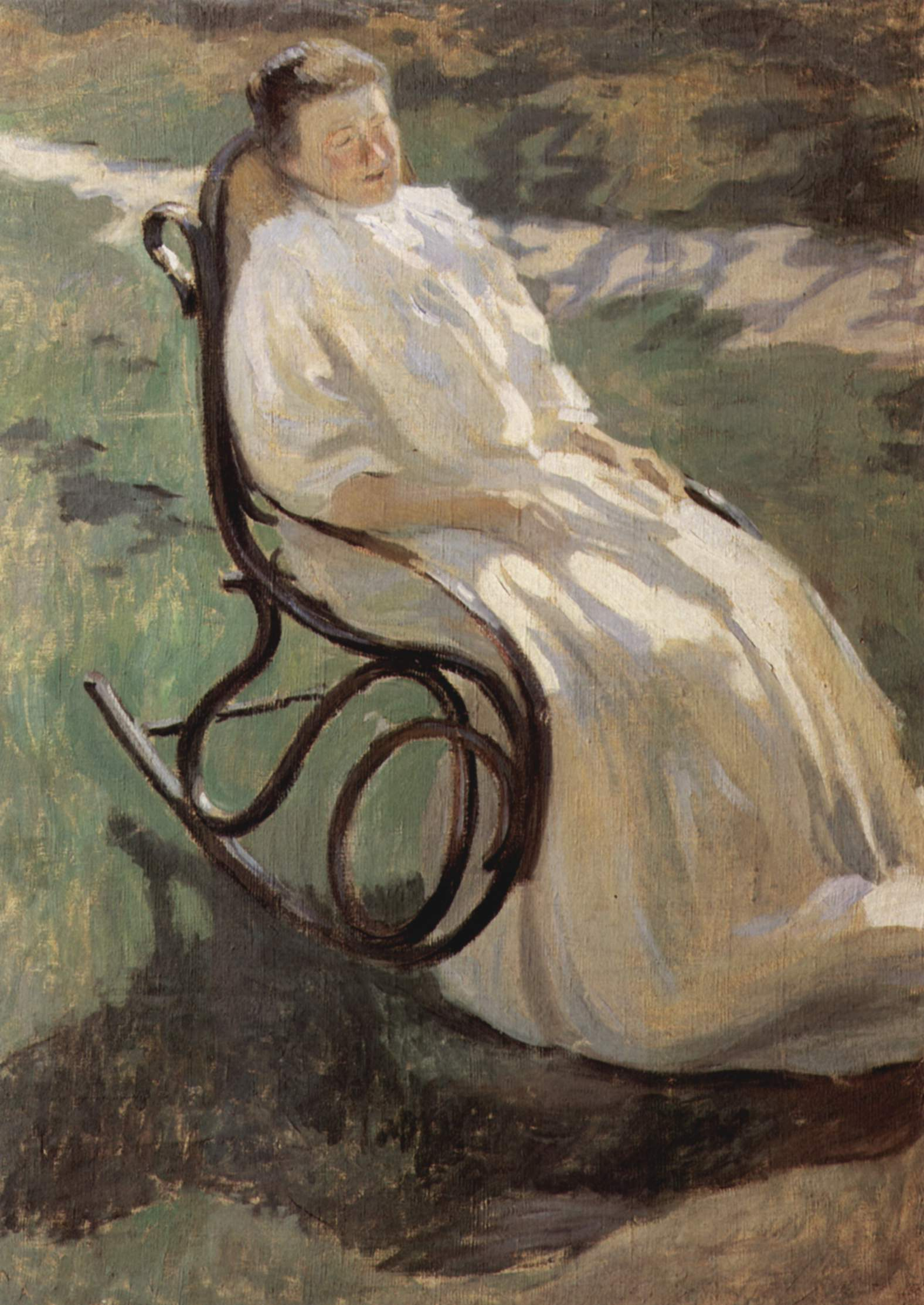
Dama em cadeia de baloiço (1897), galeria Tretiakov
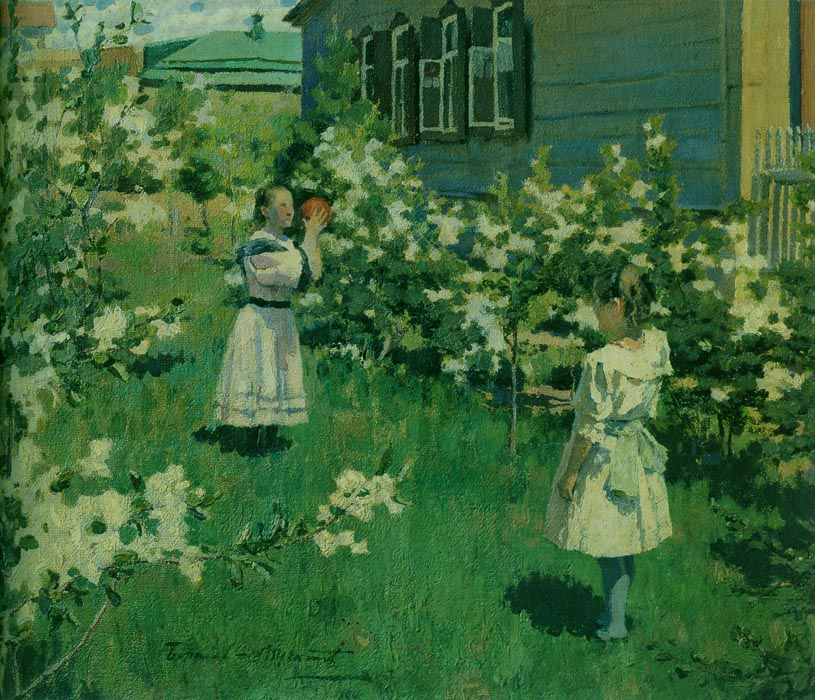
Flores de maio (1894), galeria Tretiakov
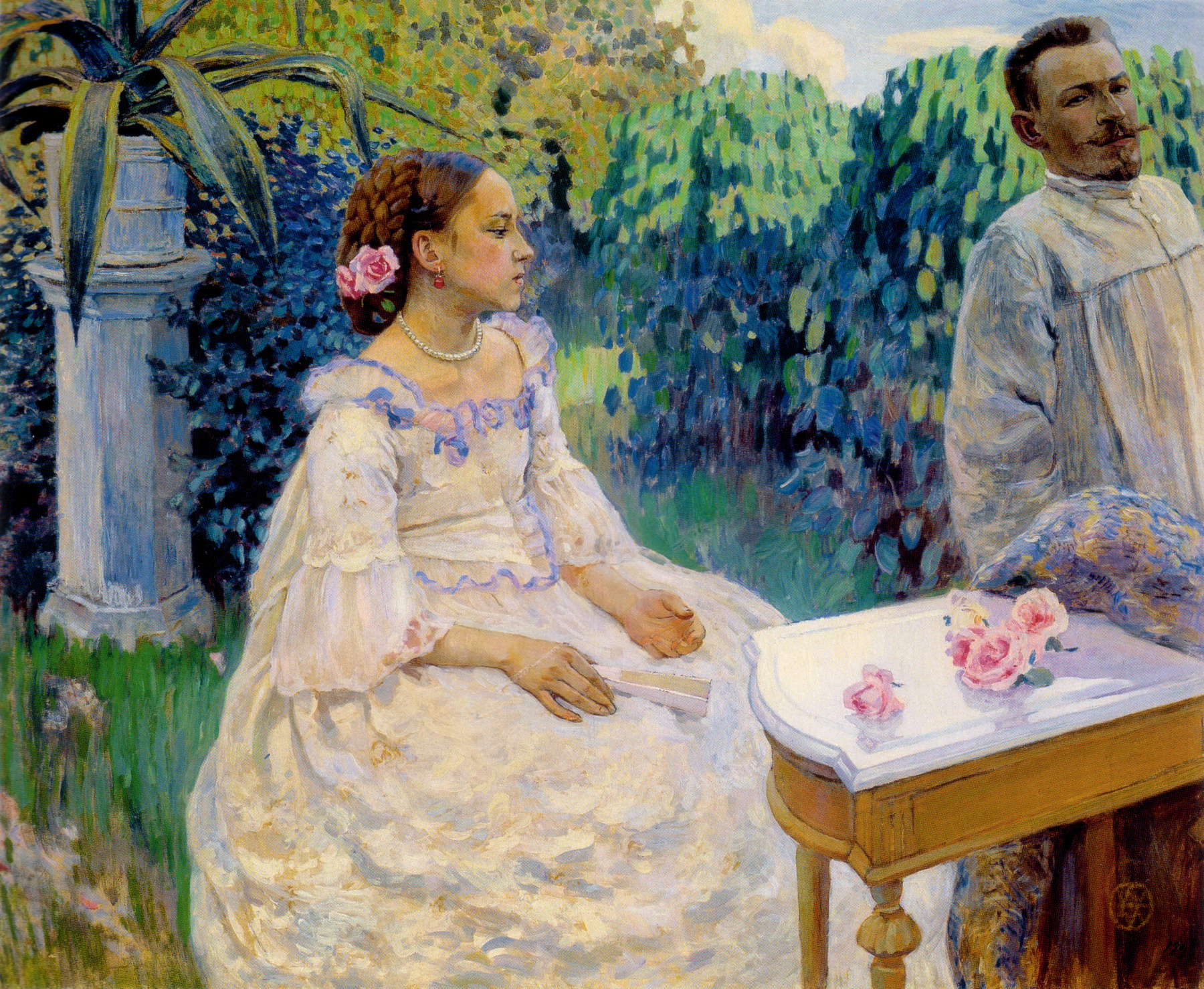
O artista com a sua irmã (1898), Museu Russo de São Petersburgo